# Salvia dorisiana
Salvia dorisiana là một loài thực vật có hoa trong họ Hoa môi. Loài này được Standl. miêu tả khoa học đầu tiên năm 1950.

## Hình ảnh

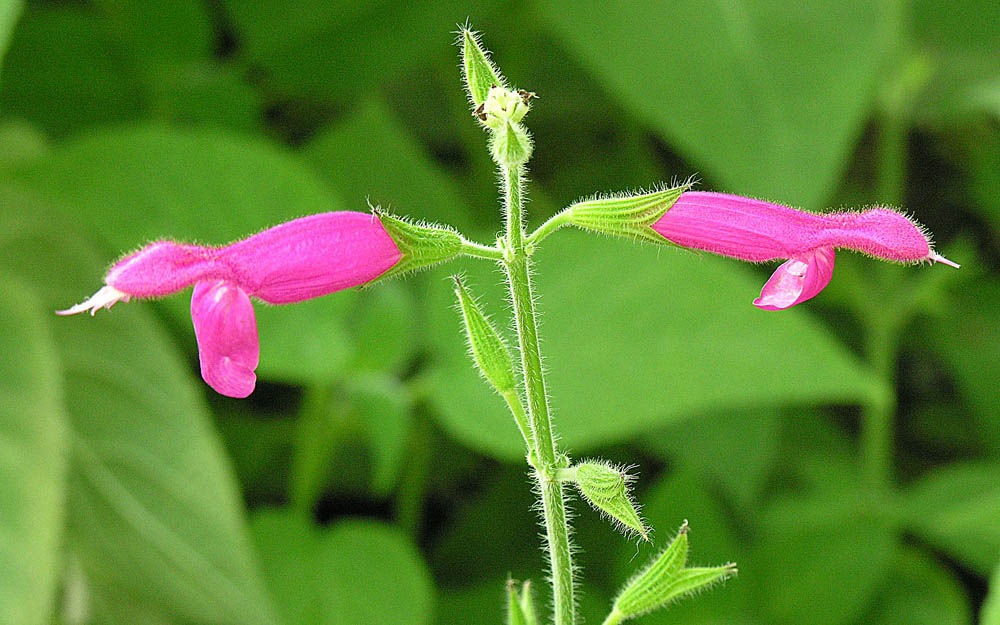